# سوقلل (تشيشير)
سوقلل (بالإنجليزية: Saughall)‏ هي قرية و أبرشية مدنية تقع في المملكة المتحدة في إنجلترا.  يقدر عدد سكانها بـ 3,084 نسمة .